# Macropus
Genre
Macropus est un genre de marsupiaux de la famille des Macropodidae. Il est divisé en trois sous-genres et 14 espèces. Il regroupe tous les grands kangourous, le wallaroo et quelques espèces de wallabies.

## Liste des  sous-genres
- Macropus (Macropus) Shaw, 1790
- Macropus (Notamacropus) Dawson et Flannery, 1985
- Macropus (Osphranter) Gould, 1842

## Liste des espèces
- Sous-genre Macropus (Notamacropus) Dawson et Flannery, 1985
  - Macropus agilis — wallaby agile
  - Macropus dorsalis — wallaby à raie noire
  - Macropus eugenii — wallaby de l'île Eugène ou wallaby thétis ou wallaby de l'île Kangourou
  - Macropus greyii — Wallaby de Grey (disparu)
  - Macropus irma — Wallaby d'Irma
  - Macropus parma —  Wallaby de Parma
  - Macropus parryi —  Wallaby de Parry
  - Macropus rufogriseus — Wallaby de Bennett
- Sous-genre Macropus (Macropus) Shaw, 1790
  - Macropus fuliginosus — Kangourou gris
  -  Macropus giganteus — Kangourou géant
- Sous-genre Macropus (Osphranter) Gould, 1842
  - Macropus antilopinus — Kangourou antilope
  - Macropus bernardus
  - Macropus robustus — Wallaroo
  - Macropus rufus — kangourou roux

## Photos ( Liens externes )
- wallaby agile
- Macropus eugenii
- kangourou gris
- Macropus giganteus
- Macropus parma
- Macropus parryi
- Macropus robustus